# Tierieszyny
Tierieszyny (ros. Терешины) – wieś (ros. деревня, trb. dieriewnia) w zachodniej Rosji, w osiedlu miejskim Diemidowskoje rejonu diemidowskiego w obwodzie smoleńskim.

## Geografia
Miejscowość położona jest nad Starką (dopływ Kaspli), przy drodze regionalnej 66N-0518 (Diemidow – Miedwiedki – Tierieszyny – uroczysko Sawłuki – uroczysko Iwczenki w pobliżu Jeśkowa), 10 km od drogi regionalnej 66K-11 (R120 / Olsza – Wieliż – granica z obwodem pskowskim), 7 km od centrum administracyjnego osiedla miejskiego i całego rejonu (Diemidow), 63 km od stolicy obwodu (Smoleńsk), 41 km od granicy z Białorusią.
W granicach miejscowości znajduje się ulica Sadowaja (14 posesji).

## Demografia
W 2010 r. miejscowość zamieszkiwało 10 osób.

## Historia
W czasie II wojny światowej od lipca 1941 roku wieś była okupowana przez hitlerowców. Wyzwolenie nastąpiło we wrześniu 1943 roku.